# Kent Norberg (ishockey)
Kent "Nubben" Norberg, född 12 juni 1967 i Härnösand, är en ishockeyprofil som verkat som spelare, tränare och sportchef.

## Spelarkarriären
Norberg slog igenom som ung spelare i Sollefteå HK och var med och tog laget till en överraskande plats i Allsvenskan 1987. Efter ytterligare en säsong och totalt 70 poäng på 68 matcher i Sollefteåtröjan värvades han 1988 till Modo Hockey i Elitserien. Efter en godkänd debutsäsong blev det inte mycket speltid andra året. Norberg värvades till nyss nedflyttade Skellefteå AIK i näst högsta serien Division I där han var en av de ledande spelarna. Efter fyra år lockade Timrå IK där han gjorde sina tre sista säsonger som spelare.

## Ledarkarriären
Efter avslutad spelarkarriär blev han 1997 assisterande tränare i Timrå. Huvudtränare var Peo Larsson som samma säsong kommit från Malmö IF. Tillsammans förde de Timrå IK från division I till Elitserien som laget nådde 2000 efter arton år i näst högsta serien. Första året slutade Timrå på en nionde plats som nykomling och säkrade nytt kontrakt utan kvalspel.
Inför säsongen 2001/2002 valde Nubben att ta rollen som sportchef. Peo Larsson fortsatte som huvudtränare med Niklas Thorén som ny assisterande tränare. Efter en mycket tung säsong fick Nubben ge Peo Larsson sparken som huvudtränare efter jul. Den nye tillfällige tränaren Lars Molin lyckades få ordning på laget som säkrade nytt kontrakt i kvalserien. Inför kommande säsong ifrågasattes Norberg av vissa. Laget som redan haft det svårt såg dessutom ut att försvagas ytterligare när storstjärnan Henrik Zetterberg lämnade för spel i NHL. Det nya laget, lett av Kent Johansson och förstärkt med relativt okända spelare som Niklas Nordgren, Sanny Lindström och med målvakten Kimmo Kapanen som sista utpost överraskade de flesta, slutade trea i grundserien och nådde semifinal i slutspelet. Norberg fick mycket beröm för lagbygget och utsågs bland annat till årets ledare av föreningen ishockeyjournalisterna.
Norberg fortsatte verka i Timrå som sportchef fram till 4 februari 2008 då Frölunda HC meddelade att han kommer att tillträda en nyinrättad tjänst som General Manager. Samma dag meddelade Timrå IK att Norberg fick lämna klubben med omedelbar verkan. Norberg blev ifrågasatt från Timråhåll efter övergången till en konkurrent, främst som en konsekvens av att han värvade Timråspelaren Riku Hahl till Frölunda, en spelare som han själv även samma säsong lagt fram ett kontraktsförslag till för Timrås räkning innan han gjorde klart med Frölunda. 
Som Frölundaledare kunde Norberg göra en storsatsning med på papperet starka värvningar som Johan Holmqvist, Per-Johan Axelsson, Janne Niskala, Christian Bäckman, Joel Lundqvist, Riku Hahl och Mikko Lehtonen och har satsat på Ulf Dahlén som huvudtränare. Första året slogs Frölunda ut i semifinalen i slutspelet efter visst favoritskap inför säsongen. Inför säsongstarten 2010 byttes Dahlén mot Kent Johansson. Bland nya spelare var Mika Pyörälä. Säsongen 2010/2011 blev dock ett misslyckande där Frölunda slutade utanför slutspelet. Redan 18 november 2010 sa en pressad Kent Norberg upp sig och avgick som general manager då Frölunda låg sist i serien.
Efter några lediga månader återkom inför säsongen 2011/2012 Norberg i en ledarroll i Timrå IK där han både skulle vara med som tränare i båset och assistera sportchefen Stefan Lindqvist.
Timrå IK degraderades ur högsta serien 2013. Klubbens ekonomi var ansträngd. Nubben var sportsligt ansvarig på ideell basis och drev en hotell- och restaurangrörelse civilt som huvudsaklig syssla. Efter att klubben sanerat ekonomin rustade Timrå för en ny återkomst till SHL. Norberg anställdes på nytt på heltid som sportchef. Efter avancemang 2018 efter kvalseger mot Karlskrona HK vidtog ett par berg- och dalbaneår. Nedflyttning första året efter kvalförlust mot IK Oskarshamn, inställd säsong 2029/2020 på grund av coronapandemin följt av en ny uppflyttning efter kvalseger mot IF Björklöven 2021. 2022 försvarade Timrå sin SHL-plats efter seger mot Djurgården Hockey i Play-out. Efter säsongen lämnade Nubben Timrå för en roll som sportchef i hårdsatsande HV71 och ersattes av Kimmo Kapanen som han tidigare värvat som målvakt. 
HV hade som nykomlingar höga ambitioner med en av seriens större budgetar. Klubben lyckades säkra nytt kontrakt med en elfteplats men missade slutspel vilket väckte visst missnöje. Säsongen 2023/2024 halkade HV71 efter tidigt och slutade näst sist. Föreningen kvalade sig kvar mot IK Oskarshamn men Nubben fick lämna klubben och ersattes av Chris Abbott som senast varit sportchef i Rögle BK. 
Norberg flyttade tillbaka till Västernorrland och tog en roll som assisterande sportchef och scout till Timrå IKs sportchef Kimmo Kapanen.

## Klubbar/lag
Som spelare:
- Sollefteå HK 1986–1988
- Modo Hockey 1988–1990
- Skellefteå AIK 1990–1994
- IF Sundsvall/Timrå Hockey 1994–1995
- Timrå IK 1995–1997

Som assisterande tränare:
- Timrå IK 1997–2001, 2011–2012

Som sportchef/assisterande sportchef: 
- Timrå IK 2001–2008, 2011–2022, 2024-
- HV71 2022–2024

Som General Manager:
- Frölunda HC 2008–2011